# Antoni Saurí i Sirés
Antoni Saurí i Sirés   (Barcelona, 25 d'octubre de 1871 - 13 de setembre de 1942) fou un dibuixant, pintor i cal·lígraf. Es va formar l'Escola Industrial de Barcelona, on va aprendre dibuix i gravat litogràfic. Posteriorment va estudiar pintura a l'Escola de la Llotja.

## Biografia
Fou una persona socialment molt activa, ja que va formar part de l'Institut Català de les Arts del Llibre, de la junta de Govern del Centre d’Arts Decoratives, entitat precursora del Foment de les Arts Decoratives (FAD). Posteriorment, va ser membre del FAD, de l'Ateneu Barcelonès i de la Unió d'Exlibristes Ibèrics, per a qui realitzarà l'ex-libris de l’any 1922.
Va formar part del Comité executiu de Barcelona de la Exposición Española de Artes e Industrias Decorativas, celebrat a Mèxic l’any 1910, amb motiu del primer centenari de la Independència mexicana. Amic personal del Cardenal Reig, va dissenyar-li el segell sacre, els timbres i dos dibuixos amb les vistes de Toledo que foren exposats a l'Exposición Regional de Bellas Artes del 1928. També fou soci fundador del Saló de Barcelona i soci del Centre Excursionista de Catalunya.
Antoni Saurí fou un dibuixant  que destacà pels dibuixos per a llibres, brodats, enquadernacions de llibres, diplomes, pergamins i ex-libris, essent l’autor d’una col·lecció de 31 dibuixos que il·lustren l’obra de Francesc Darder i Llimona, titulada “El conejo, la liebre y el lepórido”. També va projectar gran quantitat de material gràfic per a empreses locals, nacionals i internacionals com ara etiquetes comercials, logotips i cartells. En la seva faceta de pintor va treballar el paisatgisme.
Alguns dels pergamins més destacats en què va treballar són el pergamí que va signar el rei Alfons XIII l’any 1904 en una visita a un celler de cava català i dos pergamins que el capítol de la Catedral de Barcelona va dedicar als germans Girona. L’any 1915 va decorar el pergamí que la Cambra Agrícola Oficial del Vallès li va dedicar al seu president el Sr. Fages, peça que es va exposar a la Sala Parés. Aquell mateix any també va realitzar un altre pergamí per al Pare Marcet, Abat de Montserrat, per encàrrec del Sr. Alejandro Alemany, president de la societat d’antics escolanets de Montserrat la “Unió d’Escolans”. El 1917 dibuixa un pergamí decorat per al doctor Francesc Vidal i Barraquer, Bisbe de Solsona, que va ser exposat en una botiga del carrer Ferran de Barcelona.
Antoni Saurí també fou un projectista de rajoles, realitzant diversos dissenys de paviments hidràulics per l'empresa de Cartagena Fábrica de pavimentos hidráulicos de José Boti i per la casa Orsola, Solà i Cia de Barcelona; molts d'aquests dissenys de paviments es conserven al Museu del Disseny de Barcelona. Va destacar també pels dibuixos per a brodats, enquadernacions de llibres, diplomes, pergamins, ex-libris i tipografies. A més també dissenyà làpides com la que es va col·locar al costat del atri de l'església parroquial de Matadepera, la de l’altar de l'església de sant Josep Oriol, una altra per a la catedral de Barcelona i la llosa funerària de la tomba del Cardenal Reig a la catedral de Toledo.
Com a tipògraf va gaudir d’un gran prestigi, tot impartint nombroses conferències i cursos sobre aquest tema, així com sobre epigrafia i uns estudis que anomenava letrística. Va col·laborar amb “Las Artes del Libro”, de Barcelona, i en la “Gaceta de Bellas Artes” de Madrid. Durant el temps que va treballar per la “Fundición de José Iranzo” va realitzar els tipus Cleopatra, i Versales Sauri. Als anys 40 del segle XX projectà els tipus Predilecta (que forma part la col·lecció del Museu del Disseny de Barcelona), Escritura Enérgica, Goyesca i Maravilla.
El 1919, els socis del Círculo Ecuestre de Barcelona varen encarregar a l’artista Alexandre de Riquer el projecte per l’àlbum de signatures de l'entitat, com a obsequi dels socis al seu president, Albert Rusiñol. La defunció de Riquer l’any 1920 propicià que Antoni Saurí fos elegit per a finalitzar el projecte, tot registrant al llibre de firmes els noms del socis segons els principis de la lletrística.